# Moratalaz
Moratalaz est un des vingt-et-un districts de la ville de Madrid. D'une superficie de 634,42 hectares, il accueille 96 171 habitants(2014). 

## Géographie
L'arrondissement est divisé en six quartiers (barrios) :
- Pavones
- Horcajo
- Marroquina
- Media Legua
- Fontarrón
- Vinateros